# توپیکا (ایندیانا)
توپیکا (به انگلیسی: Topeka) یک منطقهٔ مسکونی در ایالات متحده آمریکا است که در شهرستان لاگرانژ، ایندیانا واقع شده‌است. توپیکا ۴٫۱۸ کیلومتر مربع مساحت و ۱٬۲۰۶ نفر جمعیت دارد و ۲۸۲ متر بالاتر از سطح دریا واقع شده‌است.